# Jean Dours
Pour les articles homonymes, voir Dours (homonymie).
Cet article concerne le prélat. Pour l'homme politique, voir Jean Dours (homme politique).
Jean Pierre Jacques Armand Cicile Dours, né à Alzonne, petite bourgade du Languedoc (Aude) en France, le 4 février 1809, mort à Bagnères-de-Bigorre  le 12 décembre 1877, est un évêque de Soissons.

## Biographie
Il est le fils de Jean Dours, gendarme et de Jeanne Amiel. Son frère Hippolyte était chanoine à Tarbes. Son frère Jules Jean Dours (1826-1862), sera professeur au lycée de Laval, puis  proviseur du lycée du Puy, et censeur du lycée de Toulouse lors de son décès.
Entré dans l'état ecclésiastique, il occupa successivement et avec distinction les postes de professeur de grammaire au collège d'Aire, professeur d'histoire et d'éloquence sacrée au Grand-Séminaire de Dax, principal du collège de Saint-Sever, proviseur du lycée de Laval, recteur de l'Académie du Puy-de-Dôme, et enfin inspecteur de l'Académie de Paris, en résidence à Versailles.
Chanoine honoraire dans les diocèses d'Aire et Dax, de Clermont-Ferrand et de Versailles, chevalier de la Légion d'honneur en 1845, licencié ès lettres.
Indiqué pour l'évêché de Laval, il fut définitivement nommé au siège de Soissons par décret impérial du 15 octobre 1863, préconisé le 21 décembre et sacré à Laon le 13 mars 1864 par le cardinal Thomas Gousset.
Mgr Dours a occupé le siège de Soissons pendant près de 12 ans, jusqu'au commencement de 1876, époque où sa santé si compromise le força à prendre sa retraite à Bagnères, avec le titre de chanoine de Saint-Denis.
Mgr Dours était le 95e évêque de Soissons. Il portait pour armes : De gueules à la croix d'argent chargée de trois clous de sable avec la couronne d'épines en sautoir de même, et pour devise : Jesum Christum et hunc crucifixum.

## Distinction
- Officier de la Légion d'honneur (13 aout 1867)[1]